# .xyz
.xyz is een niet-landspecifieke domeinextensie (gTLD), die in 2014 door de ICANN ter beschikking werd gesteld.
In november 2015 waren er al 1,5 miljoen domeinnamen eindigend op .xyz geregistreerd, mogelijk mede aangewakkerd door Googles keuze voor www.abc.xyz als de domeinnaam voor zijn moederbedrijf Alphabet Inc.